# 伊藤利男 (実業家)
伊藤 利男（いとう としお、1940年1月10日 - ）は、日本の実業家。

## 概要
1963年、関東学院大学経済学部を卒業し同年に日本製靴（現リーガルコーポレーション）へ入社、2000年6月にリーガルコーポレーション社長に就任。2010年にリーガルコーポレーション会長に就任。インタビューにて「日本のマーケットは成熟しきっていて、新しいことを始めようにもたかが知れている。目指すところはやはり中国マーケット。上海への出店を考えている。上海で若い女性相手に婦人靴を売ってみたい。」と語っている。インタビューの翌年に当たる2005年、インタビューの通りリーガルコーポレーションと伊藤忠商事グループは、中国国内で「REGAL」ブランドの靴の小売運営を行う合弁会社である「上海麗格鞋業有限公司」を設立した。外資として中国国内で靴の小売事業を行うのは日本の靴業界としてはこれが初となった。

## 経歴
- 1963年 - 日本製靴（現リーガルコーポレーション）入社
- 1978年 - 東日本シューズ（現：フィット東日本）社長就任
- 1983年 - 日本製靴（現：リーガルコーポレーション）取締役就任
- 1999年 - リーガルコーポレーション副社長就任
- 2000年 - リーガルコーポレーション代表取締役就任
- 2010年 - リーガルコーポレーション会長就任

## 実績
- 2004年 - 旗艦店「リーガルTOKYO」オープン
- 2004年 - リーガルコーポレーションがジャスダック・スタンダードへ上場
- 2005年 - 上海麗格鞋業有限公司設立
- 2006年 - 香港麗格靴業有限公司設立
- 2008年 - 蘇州麗格皮革制品有限公司を設立